# Dan Boren

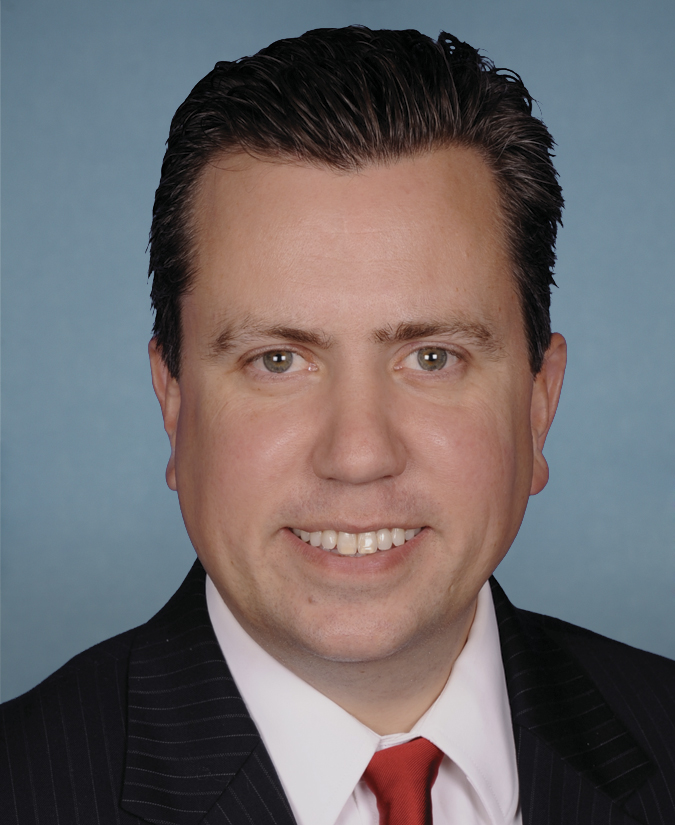
Dan Boren

Daniel David „Dan“ Boren (* 2. August 1973 in Shawnee, Pottawatomie County, Oklahoma) ist ein amerikanischer Politiker (Demokratische Partei). Zwischen 2005 und 2013 vertrat er den zweiten Kongresswahlbezirk des Bundesstaates Oklahoma im US-Repräsentantenhaus.

## Familie, Ausbildung und Beruf
Dan Boren ist Mitglied einer Politikerfamilie. Sein Großvater Lyle vertrat zwischen 1937 und 1946 den vierten Wahlbezirk von Oklahoma im US-Repräsentantenhaus; sein Vater David war zwischen 1979 und 1994 US-Senator und zuvor Gouverneur von Oklahoma. Der republikanische Kandidat für die Vizepräsidentschaft bei der Wahl 2012 und Sprecher des Repräsentantenhauses, Paul Ryan, ist sein Schwager.
Boren besuchte bis zu seinem Bachelor-Abschluss 1997 die Texas Christian University in Fort Worth und danach bis 2001 die University of Oklahoma, an der er den Master of Business Administration erwarb. Anschließend arbeitete er für den Kongressabgeordneten Wesley Watkins, in der Schulverwaltung und in der Oklahoma Corporation Commission.
Dan Boren ist mit Andrea Heupel verheiratet, mit der er zwei Kinder hat. Die Familie lebt in Muskogee.

## Politische Laufbahn
Zwischen 2002 und 2004 war Boren Abgeordneter im Repräsentantenhaus von Oklahoma für dessen 28. Wahlbezirk, nachdem er den republikanischen Mandatsinhaber Mike Ervin mit fast 65 Prozent der Stimmen besiegt hatte. Boren war dort Fraktionsvorsitzender (caucus chairman) der Demokraten – in seiner ersten Legislaturperiode, was zuvor niemandem gelungen war. Bei der Wahl 2004 wurde er mit einem Stimmenanteil von 66 Prozent in das US-Repräsentantenhaus gewählt. Dort löste er am 3. Januar 2005 seinen Parteifreund Brad Carson ab, der nicht wieder angetreten war, um – erfolglos – für den Senat der Vereinigten Staaten zu kandidieren. In den Jahren 2006, 2008 und 2010 wurde Borden bei den Wahlen mit jeweils 73, 70 und 57 Prozent der Stimmen bestätigt.
Boren war Mitglied im Streitkräfte-, Geheimdienst- und Bodenschätze-Ausschuss. Bei der Wahl 2012 verzichtete Boren auf eine erneute Kandidatur, da er seine Wiederwahlchancen als einziger Demokrat unter den US-Kongressabgeordneten im republikanisch dominierten Oklahoma als immer schlechter einschätzte. Sein Mandat im Kongress endete am 3. Januar 2013; sein Nachfolger wurde der Republikaner Markwayne Mullin.
Seit seinem Ausscheiden aus dem Kongress arbeitet Boren als Präsident einer Gesellschaft zur Förderung der Wirtschaftsentwicklung der Chickasaw-Indianer. Im Januar 2016 wurde bekannt, dass Boren 2018 eine Kandidatur als Gouverneur des Bundesstaats Oklahoma in Betracht zog, da die bisherige republikanische Gouverneurin Mary Fallin wegen Amtszeitbegrenzung nicht mehr antrat. Borens Vater sprach sich öffentlich gegen die Kandidatur aus. Boren verzichtete im November 2017 auf eine Kandidatur, erhielt aber die Finanzierungsabteilung seiner früheren Kongresskampagne noch 2018 aufrecht, was Beobachter über eine Rückkehr Borens in die Politik spekulieren ließ.

## Positionen
Im Kongress galt Boren als eher konservativ. Im Juli 2007 war er einer von nur zehn demokratischen Abgeordneten, die gegen einen Truppenabzug aus dem Irak bis April 2008 stimmten. Anfang 2009 wandte er sich gegen die von Präsident Barack Obama verkündete Schließung des Lagers Guantanamo auf Kuba. Boren war Mitglied im Vorstand des Waffenlobbyisten National Rifle Association und im 112. Kongress Vorsitzender der Blue Dog Coalition, eines Bündnisses finanz- und gesellschaftspolitisch konservativer Abgeordneter der Demokraten. Im Januar 2011 unterstützte er die erfolglose Kampfkandidatur des Blue Dog Heath Shuler um den Fraktionsvorsitz der Demokraten gegen die Amtsinhaberin Nancy Pelosi. Boren machte Pelosi und ihre Unterstützer für das Ergebnis der Wahl zum Repräsentantenhaus 2010, bei der die Demokraten ihre Mehrheit eingebüßt hatten, verantwortlich. Als einer von zwei demokratischen Abgeordneten neben Mike Ross zeigte sich Boren 2011 offen für eine – von den Republikanern geforderte – Abschaffung der Gesundheitsreform Obamacare.